# 군농초등학교
군농초등학교는 대한민국 전라남도 보성군 회천면 회천당산길 88-1 (군농리)에 있었던 공립 초등학교이다.

## 연혁
- 1967년 11월 24일 회천국민학교 군농분교장 인가
- 1969년 9월 11일 군농국민학교로 승격 인가
- 1984년 3월 1일 병설유치원 개원
- 1996년 3월 1일 군농초등학교 명칭 변경
- 1998년 2월 17일 제27회 졸업식(9명)(총 931명)
- 1998년 3월 1일 회천초등학교로 통폐합